# Mary Adelaide Hare
Mary Adelaide Hare (* 3. November 1865 in Kentish Town; + 5. November 1945) war eine Lehrerin für gehörlose Kinder und eine Frauenrechtlerin, die die Mary Hare School gründete.

## Frühe Lebensjahre
Mary Adelaide Hare wurde am 3. November 1865 in Kentish Town, London, als sechstes von elf Kindern von Adelaide (geb. Rogers) und Thomas Hare, einem technischen Zeichner, geboren.

## Lehrkarriere
Mary Hare absolvierte ihre Ausbildung am Ealing Training College for Teachers of the Deaf und unterrichtete dort als Referendarin. Später wurde sie dort Vollzeitlehrerin und blieb auch nach ihrem Weggang als Prüferin tätig.
Im Januar 1885 eröffnete Hare ihre eigene Schule für gehörlose Schüler innerhalb einer privaten Mädchenschule, die von drei ihrer Schwestern in Upper Norwood geleitet wurde. Sie nahm eine Handvoll Schülerinnen auf, einige davon Internatsschüler, darunter ein Kind aus einer armen Familie, das sie kostenlos unterrichtete. Die Schule zog 1894 nach Brighton um und ließ sich schließlich 1916 in Burgess Hill nieder, wo sie als Dene Hollow School for the Deaf bekannt wurde. Die Schule konzentrierte sich auf die „mündliche Methode“, d. h. sie brachte gehörlosen Kindern sowohl das Sprechen als auch die Gebärdensprache bei und zog Schülerinnen aus großer Entfernung an.

## Frauenrechtlerin
Während ihres Aufenthalts in Brighton leitete Mary Hare die Sitzungen der Women’s Social and Political Union und veranstaltete Veranstaltungen der WSPU in ihrem Haus. 1913 wurde sie Sekretärin der Brightoner Zweigstelle der Women's Freedom League. Im Rahmen eines Protests gegen die WFL ließ sie ihren Zensuseintrag von 1911 ungültig machen.

## Spätere Positionen und Tod
Während des Ersten Weltkriegs hatte sie eine Führungsrolle in der Brightoner Zweigstelle der Women's Police Volunteers inne. Sie war die erste Frau im Stadtbezirksrat von Burgess Hill (1919–1938) und die erste Frau, die Vorsitzende des National College of Teachers of the Deaf (1928) war.
Sie starb am 5. November 1945 in ihrem Haus in Dene Hollow. 1946 wurde die Schule in Mary Hare Grammar School for the Deaf umbenannt.

## Gedenkfeier
Im Jahr 2024 wurde in St. Michael’s Place in Brighton, wo sie Ende des 19. Jahrhunderts sechs Jahre lang lehrte, eine blaue Gedenktafel zu ihrem Gedenken errichtet.